# Xiao Yuyi
Xiao Yuyi (chinesisch 肖裕仪; * 10. Januar 1996 in Shantou, Guangdong) ist eine chinesische Fußballspielerin.

## Karriere

### Vereine
Von Shanghai Shengli wechselte sie im November 2022 nach Australien, wo sie sich auf Leihbasis Adelaide United anschloss. Nach neun Einsätzen in der A-League kehrte sie im Februar 2023 dann aber schon wieder nach Shanghai zurück.

### Nationalmannschaft
Mit der chinesischen U17 nahm sie an der Weltmeisterschaft 2012 teil und kam hier zu drei Kurzeinsätzen. Mit der U20 war sie dann zwei Jahre später bei der Weltmeisterschaft 2014 vertreten und stand dort zwei Mal in der Startelf.
Ihr Debüt in der A-Nationalmannschaft hatte sie dann am 11. Juni 2017 bei einem 4:2-Freundschaftsspielsieg über Finnland, bei welchem sie in der Startelf stand und auch das 1:1 in der 34. Minute selbst erzielte. Im nächsten Jahr war sie dann auch beim Algarve-Cup 2018 sowie bei der Asienmeisterschaft 2018 dabei. Auch in der Qualifikation für das Olympiaturnier 2020 war sie dabei und gewann mit ihrem Team hier das Finale über Südkorea. Dort gehörte sie dann auch mit zur Olympiaauswahl und kam bei allen drei Spielen der Mannschaft zum Einsatz. Am Anfang des Jahres 2022 gewann sie mit ihrer Mannschaft dann die Asienmeisterschaft in diesem Jahr und landete auf dem zweiten Platz der Ostasienmeisterschaft 2022 im Sommer des Jahres.
Am 13. Juni 2023 wurde sie für den finalen Kader bei der Weltmeisterschaft 2023 nominiert.